# Arrondissement di Le Marin
L'arrondissement di Le Marin è una suddivisione amministrativa francese, situata nel dipartimento d'oltremare francese della Martinica.

## Composizione
L'arrondissement di Le Marin raggruppa 12 comuni in 13 cantoni:
- Cantone di Les Anses-d'Arlet
- Cantone di Le Diamant
- Cantone di Ducos
- Cantone di Le François Nord
- Cantone di Le François Sud
- Cantone di Le Marin
- Cantone di Rivière-Pilote
- Cantone di Rivière-Salée
- Cantone di Sainte-Anne
- Cantone di Sainte-Luce
- Cantone di Saint-Esprit
- Cantone di Les Trois-Îlets
- Cantone di Le Vauclin